# Manchester United F.C. w sezonie 2010/2011
Sezon 2010/11 jest dla Manchesteru United 19 sezonem w Premier League, i  36 sezonem w najwyższej klasie rozgrywkowej w Anglii. Od tego sezonu głównym sponsorem jest AON, umowa z AIG została rozwiązana po 4 latach.
United rozpoczął sezon od zwycięstwa nad Chelsea 3-1 na Wembley w pojedynku o Tarczę Wspólnoty 8 sierpnia 2010 r.
Przystąpił do obrony Pucharu Ligi i stanął przed szansą zdobycia tego trofeum po raz trzeci z rzędu. Jednak porażka z West Ham United 4-0 na Boleyn Ground 30 listopada 2010, pokrzyżowała te plany w piątej rundzie.
19 grudnia 2010 sir Alex Ferguson został najdłużej prowadzącym managerem w historii Manchesteru United, pobijając rekord sir Matta Busby’ego, który wynosił 24 lata, 1 miesiąc i 13 dni.
1 lutego 2011 roku United wyrównało swój rekord w ilości meczów bez porażki do 29, po zwycięstwie nad Aston Villą na Old Trafford. Ta świetna passa zakończyła się w meczu z Wolverhampton 1-2 5 lutego 2011. Była to pierwsza porażka w lidze od przegranej z Chelsea 3 kwietnia 2010 r.
United odpadło w półfinale Pucharu Anglii przegrywając z Manchesterem City 0-1 na Wembley 16 kwietnia 2011.
14 maja 2011 po remisie z Blackburn Rovers na Ewood Park zapewnił sobie 19 tytuł mistrza Anglii, który odebrał 22 maja na Old Trafford pobijając pod tym względem Liverpool, który miał ich 18.
United konkurowało również w Lidze Mistrzów po raz 15 z rzędu. W finale z Barceloną 28 maja 2011, przegrało 3-1

## Stroje
| domowy | wyjazdowy | trzeci strój |

## Mecze

### Przedsezonowe i towarzyskie
| Szczegóły meczu                                            | Wynik                                                      | Wynik               | Wynik | Skład |
| ---------------------------------------------------------- | ---------------------------------------------------------- | ------------------- | --- | --- |
| 17 lipca 2010 Rogers Centre 39 139 widzów                  | Manchester United                                          | 3 - 1               | Celtic F.C. | Van der Sar, Rafael (63' De Laet), Smalling, Evans (46' Brown), Fábio (46' O’Shea), Obertan (63' Macheda), Fletcher, Scholes (46' Gibson), Giggs (46' Cleverley), Berbatow, Diouf (63' Welbeck) |
| 17 lipca 2010 Rogers Centre 39 139 widzów                  | 34' Dimityr Berbatow 79' Danny Welbeck 86' Tom Cleverley   |                     | Jorgos Samaras 61'(k.) | Van der Sar, Rafael (63' De Laet), Smalling, Evans (46' Brown), Fábio (46' O’Shea), Obertan (63' Macheda), Fletcher, Scholes (46' Gibson), Giggs (46' Cleverley), Berbatow, Diouf (63' Welbeck) |
| 22 lipca 2010, 01:30 Lincoln Financial Field 44 213 widzów | Philadelphia Union                                         | 0 - 1               | Manchester United | Kuszczak, O’Shea (76' De Laet), Brown (61' Smalling), J. Evans, Fábio (61' Rafael), Obertan, Scholes (61' C. Evans), Cleverley (61' Fletcher), Giggs, Welbeck, Macheda (61' Berbatow)           |
| 22 lipca 2010, 01:30 Lincoln Financial Field 44 213 widzów |                                                            | Gabriel Obertan 76' | | Kuszczak, O’Shea (76' De Laet), Brown (61' Smalling), J. Evans, Fábio (61' Rafael), Obertan, Scholes (61' C. Evans), Cleverley (61' Fletcher), Giggs, Welbeck, Macheda (61' Berbatow)           |
| 26 lipca 2010, 02:00 Arrowhead Stadium 52 424 widzów       | Kansas City Wizards                                        | 2 - 1               | Manchester United | Amos, Rafael, Smalling, Evans, De Laet (76' Fábio), Nani (68' Obertan), Scholes, Gibson (68' Cleverley), Giggs, Berbatow (76' Welbeck), Diouf (68' Macheda)                                     |
| 26 lipca 2010, 02:00 Arrowhead Stadium 52 424 widzów       | 11' Davy Arnaud 42' Kei Kamara                             |                     | Dimityr Berbatow 41'(k.)                                                                                                  | Amos, Rafael, Smalling, Evans, De Laet (76' Fábio), Nani (68' Obertan), Scholes, Gibson (68' Cleverley), Giggs, Berbatow (76' Welbeck), Diouf (68' Macheda)                                     |
| 29 lipca 2010, 02:30 Reliant Stadium 70 728 widzów         | MLS All-Stars                                              | 2 - 5               | Manchester United | Van der Sar, Fábio (72' Scholes), Evans, Brown, Rafael, Giggs (52' Gibson), O’Shea, Fletcher, Nani (62' Hernández), Obertan (23' Cleverley), Macheda (62' Welbeck)                              |
| 29 lipca 2010, 02:30 Reliant Stadium 70 728 widzów         | 64' Brian Ching 90' Dwayne De Rosario                      |                     | Federico Macheda 1' 12' Darron Gibson 70' Tom Cleverley 73' Javier Hernández 84'                                          | Van der Sar, Fábio (72' Scholes), Evans, Brown, Rafael, Giggs (52' Gibson), O’Shea, Fletcher, Nani (62' Hernández), Obertan (23' Cleverley), Macheda (62' Welbeck)                              |
| 31 lipca 2010, 04:15 Estadio Omnilife                      | Chivas Guadalajara                                         | 3 - 2               | Manchester United | Kuszczak, De Laet (65' Rafael), O’Shea, Smalling, Fábio, Cleverley, Gibson (46' Nani), Scholes (65' Giggs), Evans (74' Fletcher), Berbatow (46' Hernández (65' Macheda)), Diouf (65' Welbeck)   |
| 31 lipca 2010, 04:15 Estadio Omnilife                      | 8' Javier Hernández 39' Adolfo Bautista 59' Héctor Reynoso |                     | Chris Smalling 10' Nani 80'                                                                                               | Kuszczak, De Laet (65' Rafael), O’Shea, Smalling, Fábio, Cleverley, Gibson (46' Nani), Scholes (65' Giggs), Evans (74' Fletcher), Berbatow (46' Hernández (65' Macheda)), Diouf (65' Welbeck)   |
| 4 sierpnia 2010, 20:45 Aviva Stadium 49 861 widzów         | Airtricity League XI                                       | 1 - 7               | Manchester United | Kuszczak (64' Amos), Evans, Smalling, Vidić, O’Shea, Valencia, Carrick (36' Fletcher), Gibson, Park, Rooney (46' Berbatow), Owen (46' Hernández)                                                |
| 4 sierpnia 2010, 20:45 Aviva Stadium 49 861 widzów         | 78' Dave Mulcahy                                           |                     | Park Ji-sung 13' Michael Owen 35' Javier Hernández 47' Antonio Valencia 60' Park Ji-sung 63' Jonny Evans 63' Nani 82'(k.) | Kuszczak (64' Amos), Evans, Smalling, Vidić, O’Shea, Valencia, Carrick (36' Fletcher), Gibson, Park, Rooney (46' Berbatow), Owen (46' Hernández)                                                |
| 24 maja 2010, 20:30 Old Trafford                           | Manchester United                                          | 1 - 2               | Juventus F.C. | Kuszczak (46' Lindegaard), G. Neville (84' Wootton), Brown, O’Shea (65' Anderson), P. Neville, Beckham, Scholes (31' Bébé), Butt, Giggs (31' Gibson), Rooney (31' Obertan), Owen (65' Rafael)   |
| 24 maja 2010, 20:30 Old Trafford                           | 19' Wayne Rooney                                           |                     | Simone Pepe 40' Manuel Giandonato 75'                                                                                     | Kuszczak (46' Lindegaard), G. Neville (84' Wootton), Brown, O’Shea (65' Anderson), P. Neville, Beckham, Scholes (31' Bébé), Butt, Giggs (31' Gibson), Rooney (31' Obertan), Owen (65' Rafael)   |

### Tarcza Wspólnoty
| Szczegóły meczu                              | Wynik             | Wynik | Wynik                                                            | Skład |
| -------------------------------------------- | ----------------- | ----- | ---------------------------------------------------------------- | --- |
| 8 sierpnia 2010, 16:00 Wembley 84 623 widzów | Chelsea           | 1 - 3 | Manchester United                                                | Van der Sar, O’Shea, Vidić, Evans, Fábio (71' Smalling), Valencia, Carrick (79' Fletcher), Scholes (79' Giggs), Park (46' Nani), Rooney (46' Hernández), Owen (46' Berbatow) |
| 8 sierpnia 2010, 16:00 Wembley 84 623 widzów | 83' Salomon Kalou |       | Antonio Valencia 41' Javier Hernández 76' Dimityr Berbatow 90+2' | Van der Sar, O’Shea, Vidić, Evans, Fábio (71' Smalling), Valencia, Carrick (79' Fletcher), Scholes (79' Giggs), Park (46' Nani), Rooney (46' Hernández), Owen (46' Berbatow) |

### Premier League
| Szczegóły meczu                                                   | Wynik                                                                                           | Wynik                                                                         | Wynik                                                                       | Skład |
| ----------------------------------------------------------------- | ----------------------------------------------------------------------------------------------- | ----------------------------------------------------------------------------- | --------------------------------------------------------------------------- | --- |
| 16 sierpnia 2010, 21:00 Old Trafford 75 221 widzów                | Manchester United                                                                               | 3 - 0                                                                         | Newcastle United                                                            | Van der Sar, O’Shea, Vidić, Evans, Evra (86' Rafael), Valencia, Fletcher, Scholes, Nani (71' Giggs), Berbatow, Rooney (62' Hernández)      |
| 16 sierpnia 2010, 21:00 Old Trafford 75 221 widzów                | 33' Dimityr Berbatow 41' Darren Fletcher 85' Ryan Giggs                                         |                                                                               |                                                                             | Van der Sar, O’Shea, Vidić, Evans, Evra (86' Rafael), Valencia, Fletcher, Scholes, Nani (71' Giggs), Berbatow, Rooney (62' Hernández)      |
| 22 sierpnia 2009, 17:00 Craven Cottage 25 643 widzów              | Fulham                                                                                          | 2 - 2                                                                         | Manchester United                                                           | Van der Sar, O’Shea, Vidić, Evans, Evra, Valencia (74' Giggs), Fletcher, Scholes, Park (66' Nani), Hernández (75' Owen), Berbatow          |
| 22 sierpnia 2009, 17:00 Craven Cottage 25 643 widzów              | 57' Simon Davies 89' Brede Hangeland                                                            |                                                                               | Paul Scholes 11' Brede Hangeland 84'(sam.)                                  | Van der Sar, O’Shea, Vidić, Evans, Evra, Valencia (74' Giggs), Fletcher, Scholes, Park (66' Nani), Hernández (75' Owen), Berbatow          |
| 28 sierpnia 2010, 18:30 Old Trafford 75 061 widzów                | Manchester United                                                                               | 3 - 0                                                                         | West Ham United                                                             | Van der Sar, O’Shea, Vidić, Evans (73' Smalling), Evra, Nani, Scholes (73' Carrick), Fletcher, Giggs, Rooney, Berbatow (73' Owen)          |
| 28 sierpnia 2010, 18:30 Old Trafford 75 061 widzów                | 33'(k.) Wayne Rooney 50' Nani 69' Dimityr Berbatow                                              |                                                                               |                                                                             | Van der Sar, O’Shea, Vidić, Evans (73' Smalling), Evra, Nani, Scholes (73' Carrick), Fletcher, Giggs, Rooney, Berbatow (73' Owen)          |
| 11 września 2010, 13:45 Goodison Park 36 556 widzów               | Everton                                                                                         | 3 - 3                                                                         | Manchester United                                                           | Van der Sar, Neville, Vidić, Evans, Evra (80' Park), Scholes, O’Shea, Fletcher, Nani, Berbatow, Ryan Giggs                                 |
| 11 września 2010, 13:45 Goodison Park 36 556 widzów               | 39' Steven Pienaar 90+1' Tim Cahill 90+2' Mikel Arteta                                          |                                                                               | Darren Fletcher 43' Nemanja Vidić 47' Dimityr Berbatow 66'                  | Van der Sar, Neville, Vidić, Evans, Evra (80' Park), Scholes, O’Shea, Fletcher, Nani, Berbatow, Ryan Giggs                                 |
| 19 września 2010, 14:30 Old Trafford 75 213 widzów                | Manchester United                                                                               | 3 - 2                                                                         | Liverpool                                                                   | Van der Sar, O’Shea, Vidić, Evans, Evra, Nani (87' Anderson), Fletcher, Scholes, Giggs (81' Macheda), Rooney, Berbatow                     |
| 19 września 2010, 14:30 Old Trafford 75 213 widzów                | 42' Dimityr Berbatow 59' Dimityr Berbatow 84' Dimityr Berbatow                                  |                                                                               | Steven Gerrard 64'(k.) Steven Gerrard 70'                                   | Van der Sar, O’Shea, Vidić, Evans, Evra, Nani (87' Anderson), Fletcher, Scholes, Giggs (81' Macheda), Rooney, Berbatow                     |
| 26 września 2010, 13:00 Reebok Stadium 23 926 widzów              | Bolton Wanderers                                                                                | 2 - 2                                                                         | Manchester United                                                           | Van der Sar, O’Shea, Vidić, Evans, Evra, Nani, Fletcher (70' Owen), Scholes, Giggs (53' Park), Rooney (61' Macheda), Berbatow              |
| 26 września 2010, 13:00 Reebok Stadium 23 926 widzów              | 6' Zat Knight 67' Martin Petrow                                                                 |                                                                               | Nani 23' Michael Owen 74'                                                   | Van der Sar, O’Shea, Vidić, Evans, Evra, Nani, Fletcher (70' Owen), Scholes, Giggs (53' Park), Rooney (61' Macheda), Berbatow              |
| 2 października 2010, 16:00 Stadium of Light 41 709 widzów         | Sunderland                                                                                      | 0 - 0                                                                         | Manchester United                                                           | Van der Sar, Rafael, Ferdinand, Vidić, O’Shea, Nani, Scholes, Fletcher, Anderson (79' Bébé), Macheda (64' Hernández), Owen (45' Berbatow)  |
| 2 października 2010, 16:00 Stadium of Light 41 709 widzów         |                                                                                                 |                                                                               |                                                                             | Van der Sar, Rafael, Ferdinand, Vidić, O’Shea, Nani, Scholes, Fletcher, Anderson (79' Bébé), Macheda (64' Hernández), Owen (45' Berbatow)  |
| 16 października 2010, 16:00 Old Trafford 75 272 widzów            | Manchester United                                                                               | 2 - 2                                                                         | West Bromwich Albion                                                        | Van der Sar, Rafael, Ferdinand, Vidić, Evra, Nani, Carrick (71' Rooney), Anderson (71' Scholes), Giggs (42' Gibson), Berbatow, Hernández   |
| 16 października 2010, 16:00 Old Trafford 75 272 widzów            | 5' Javier Hernández 25' Nani                                                                    |                                                                               | Patrice Evra 50'(sam.) Somen Tchoyi 55'                                     | Van der Sar, Rafael, Ferdinand, Vidić, Evra, Nani, Carrick (71' Rooney), Anderson (71' Scholes), Giggs (42' Gibson), Berbatow, Hernández   |
| 24 października 2010, 14:30 Britannia Stadium 27 372 widzów       | Stoke City                                                                                      | 1 - 2                                                                         | Manchester United                                                           | Van der Sar, Neville (45' Brown), Ferdinand, Vidić, Evra, Fletcher, O’Shea (70' Carrick), Scholes (86' Obertan), Nani, Hernández, Berbatow |
| 24 października 2010, 14:30 Britannia Stadium 27 372 widzów       | 81' Tuncay Şanlı                                                                                |                                                                               | Javier Hernández 27' Javier Hernández 86'                                   | Van der Sar, Neville (45' Brown), Ferdinand, Vidić, Evra, Fletcher, O’Shea (70' Carrick), Scholes (86' Obertan), Nani, Hernández, Berbatow |
| 30 października 2010, 18:30 Old Trafford 75 223 widzów            | Manchester United                                                                               | 2 - 0                                                                         | Tottenham Hotspur                                                           | Van der Sar, Rafael (64' Brown), Ferdinand, Vidić, Evra, Fletcher, Carrick, Park, Hernández (86' Obertan), Berbatow (64' Scholes)          |
| 30 października 2010, 18:30 Old Trafford 75 223 widzów            | 31' Nemanja Vidić 84' Nani                                                                      |                                                                               |                                                                             | Van der Sar, Rafael (64' Brown), Ferdinand, Vidić, Evra, Fletcher, Carrick, Park, Hernández (86' Obertan), Berbatow (64' Scholes)          |
| 6 listopada 2010, 16:00 Old Trafford 75 285 widzów                | Manchester United                                                                               | 2 - 1                                                                         | Wolverhampton                                                               | Van der Sar, Brown, Ferdinand, Vidić, Evra, Obertan, Fletcher, Hargreaves (9' Bébé) (74' Macheda), O’Shea (74' Scholes), Park, Hernández   |
| 6 listopada 2010, 16:00 Old Trafford 75 285 widzów                | 45' Park Ji-sung 90+3' Park Ji-sung                                                             |                                                                               | Sylvan Ebanks-Blake 66'                                                     | Van der Sar, Brown, Ferdinand, Vidić, Evra, Obertan, Fletcher, Hargreaves (9' Bébé) (74' Macheda), O’Shea (74' Scholes), Park, Hernández   |
| 10 listopada 2010, 21:00 City of Manchester Stadium 47 679 widzów | Manchester City                                                                                 | 0 - 0                                                                         | Manchester United                                                           | Van der Sar, Rafael (48' Brown), Ferdinand, Vidić, Evra (67' O’Shea), Fletcher, Scholes, Carrick, Nani, Berbatow (77' Hernández)           |
| 10 listopada 2010, 21:00 City of Manchester Stadium 47 679 widzów |                                                                                                 |                                                                               |                                                                             | Van der Sar, Rafael (48' Brown), Ferdinand, Vidić, Evra (67' O’Shea), Fletcher, Scholes, Carrick, Nani, Berbatow (77' Hernández)           |
| 13 listopada 2010, 13:45 Villa Park 40 073 widzów                 | Aston Villa                                                                                     | 2 - 2                                                                         | Manchester United                                                           | Van der Sar, Brown, Ferdinand, Vidić, Evra, Park (85' Smalling), Fletcher, Carrick, Nani, Berbatow (73' Macheda), Hernández (73' Obertan)  |
| 13 listopada 2010, 13:45 Villa Park 40 073 widzów                 | 72'(k.) Ashley Young 76' Marc Albrighton                                                        |                                                                               | Federico Macheda 81' Nemanja Vidić 85'                                      | Van der Sar, Brown, Ferdinand, Vidić, Evra, Park (85' Smalling), Fletcher, Carrick, Nani, Berbatow (73' Macheda), Hernández (73' Obertan)  |
| 20 listopada 2010, 16:00 Old Trafford 74 181 widzów               | Manchester United                                                                               | 2 - 0                                                                         | Wigan Athletic                                                              | Van der Sar, Rafael, Ferdinand, Vidić, Evra, Nani, Fletcher, Carrick (64' Hernández), Park (56' Scholes), Obertan, Macheda (56' Rooney)    |
| 20 listopada 2010, 16:00 Old Trafford 74 181 widzów               | 45' Patrice Evra 77' Javier Hernández                                                           |                                                                               |                                                                             | Van der Sar, Rafael, Ferdinand, Vidić, Evra, Nani, Fletcher, Carrick (64' Hernández), Park (56' Scholes), Obertan, Macheda (56' Rooney)    |
| 27 listopada 2010, 16:00 Old Trafford 74 850 widzów               | Manchester United                                                                               | 7 - 1                                                                         | Blackburn Rovers                                                            | Van der Sar, Rafael, Ferdinand, Vidić (63' Evans), Evra, Nani, Carrick, Anderson, Park (72' Obertan), Berbatow, Rooney                     |
| 27 listopada 2010, 16:00 Old Trafford 74 850 widzów               | 2' Dimityr Berbatow 23' Park Ji-sung 27' 47' Dimityr Berbatow 48' Nani 62' 70' Dimityr Berbatow |                                                                               | Christopher Samba 83'                                                       | Van der Sar, Rafael, Ferdinand, Vidić (63' Evans), Evra, Nani, Carrick, Anderson, Park (72' Obertan), Berbatow, Rooney                     |
| 13 grudnia 2010, 21:00 Old Trafford 75 227 widzów                 | Manchester United                                                                               | 1 - 0                                                                         | Arsenal                                                                     | Van der Sar, Rafael, Ferdinand, Vidić, Evra, Nani, Carrick, Anderson (84' Giggs), Fletcher, Park, Rooney                                   |
| 13 grudnia 2010, 21:00 Old Trafford 75 227 widzów                 | 41' Park Ji-sung                                                                                |                                                                               |                                                                             | Van der Sar, Rafael, Ferdinand, Vidić, Evra, Nani, Carrick, Anderson (84' Giggs), Fletcher, Park, Rooney                                   |
| 26 grudnia 2010, 16:00 Old Trafford 75 269 widzów                 | Manchester United                                                                               | 2 - 0                                                                         | Sunderland                                                                  | Van der Sar, Rafael, Ferdinand, Vidić, Evra, Park, Carrick, Anderson (63' Gibson), Giggs (63' Macheda), Rooney, Berbatow                   |
| 26 grudnia 2010, 16:00 Old Trafford 75 269 widzów                 | 5' Dimityr Berbatow 57'(sam.) Anton Ferdinand                                                   |                                                                               |                                                                             | Van der Sar, Rafael, Ferdinand, Vidić, Evra, Park, Carrick, Anderson (63' Gibson), Giggs (63' Macheda), Rooney, Berbatow                   |
| 28 grudnia 2010, 21:00 St Andrew's Stadium 28 242 widzów          | Birmingham City                                                                                 | 1 - 1                                                                         | Manchester United                                                           | Van der Sar, Rafael, Ferdinand, Vidić, Evra, Gibson (90+3' Hernández), Carrick, Anderson (72' Fletcher), Giggs, Berbatow, Rooney           |
| 28 grudnia 2010, 21:00 St Andrew's Stadium 28 242 widzów          | 90' Lee Bowyer                                                                                  |                                                                               | Dimityr Berbatow 58'                                                        | Van der Sar, Rafael, Ferdinand, Vidić, Evra, Gibson (90+3' Hernández), Carrick, Anderson (72' Fletcher), Giggs, Berbatow, Rooney           |
| 1 stycznia 2011, 13:45 The Hawthorns 25 499 widzów                | West Bromwich Albion                                                                            | 1 - 2                                                                         | Manchester United                                                           | Kuszczak, Neville (71' Fábio), Ferdinand, Vidić, Evra, Obertan (60' Gibson), Fletcher, Carrick, Anderson, Berbatow (60' Hernández), Rooney |
| 1 stycznia 2011, 13:45 The Hawthorns 25 499 widzów                | 14' James Morrison                                                                              |                                                                               | Wayne Rooney 3' Javier Hernández 75'                                        | Kuszczak, Neville (71' Fábio), Ferdinand, Vidić, Evra, Obertan (60' Gibson), Fletcher, Carrick, Anderson, Berbatow (60' Hernández), Rooney |
| 4 stycznia 2011, 21:00 Old Trafford 73 401 widzów                 | Manchester United                                                                               | 2 - 1                                                                         | Stoke City                                                                  | Kuszczak, Rafael, Vidić, Smalling, Evra, Nani, Gibson (78' Carrick), Fletcher, Giggs, Berbatow, Hernández (78' Owen)                       |
| 4 stycznia 2011, 21:00 Old Trafford 73 401 widzów                 | 27' Javier Hernández 62' Nani                                                                   |                                                                               | Dean Whitehead 50'                                                          | Kuszczak, Rafael, Vidić, Smalling, Evra, Nani, Gibson (78' Carrick), Fletcher, Giggs, Berbatow, Hernández (78' Owen)                       |
| 16 stycznia 2011, 17:10 White Hart Lane 35 828 widzów             | Tottenham Hotspur                                                                               | 0 - 0                                                                         | Manchester United                                                           | Van der Sar, Rafael, Ferdinand, Vidić, Evra, Nani (61' Anderson), Carrick, Fletcher, Giggs, Berbatow (78' Hernández), Rooney               |
| 16 stycznia 2011, 17:10 White Hart Lane 35 828 widzów             |                                                                                                 |                                                                               |                                                                             | Van der Sar, Rafael, Ferdinand, Vidić, Evra, Nani (61' Anderson), Carrick, Fletcher, Giggs, Berbatow (78' Hernández), Rooney               |
| 22 stycznia 2011, 16:00 Old Trafford 75 326 widzów                | Manchester United                                                                               | 5 - 0                                                                         | Birmingham City                                                             | Van der Sar, O’Shea, Vidić, Smalling, Evra (46' Fábio), Nani, Carrick (24' Gibson), Anderson, Giggs (55' Owen), Berbatow, Rooney           |
| 22 stycznia 2011, 16:00 Old Trafford 75 326 widzów                | 2' 31' Dimityr Berbatow 45+1' Ryan Giggs 53' Dimityr Berbatow 76' Nani                          |                                                                               |                                                                             | Van der Sar, O’Shea, Vidić, Smalling, Evra (46' Fábio), Nani, Carrick (24' Gibson), Anderson, Giggs (55' Owen), Berbatow, Rooney           |
| 25 stycznia 2011, 20:30 Bloomfield Road 15 574 widzów             | Blackpool                                                                                       | 2 - 3                                                                         | Manchester United                                                           | Van der Sar, Rafael (80' Anderson), Smalling, Evra, Scholes, Fletcher, Gibson (46' Giggs), Nani, Berbatow, Rooney (66' Hernández)          |
| 25 stycznia 2011, 20:30 Bloomfield Road 15 574 widzów             | 15' Craig Cathcart 43' D.J. Campbell                                                            |                                                                               | Dimityr Berbatow 72' Javier Hernández 74' Dimityr Berbatow 88'              | Van der Sar, Rafael (80' Anderson), Smalling, Evra, Scholes, Fletcher, Gibson (46' Giggs), Nani, Berbatow, Rooney (66' Hernández)          |
| 1 lutego 2011, 21:00 Old Trafford 75 256 widzów                   | Manchester United                                                                               | 3 - 1                                                                         | Aston Villa                                                                 | Van der Sar, O’Shea, Ferdinand, Vidić, Evra, Nani, Fletcher (34' Anderson), Carrick, Giggs, Berbatow, Rooney                               |
| 1 lutego 2011, 21:00 Old Trafford 75 256 widzów                   | 1' Wayne Rooney 45+1' Wayne Rooney 63' Nemanja Vidić                                            |                                                                               | Darren Bent 58'                                                             | Van der Sar, O’Shea, Ferdinand, Vidić, Evra, Nani, Fletcher (34' Anderson), Carrick, Giggs, Berbatow, Rooney                               |
| 5 lutego 2011, 18:30 Molineux Stadium 28 811 widzów               | Wolverhampton                                                                                   | 2 - 1                                                                         | Manchester United                                                           | Van der Sar, Rafael, Evans (65' Smalling), Vidić, Evra, Nani, Fletcher, Carrick (45' Scholes), Giggs, Berbatow (65' Hernández), Rooney     |
| 5 lutego 2011, 18:30 Molineux Stadium 28 811 widzów               | 10' George Elokobi 40' Kevin Doyle                                                              |                                                                               | Nani 3'                                                                     | Van der Sar, Rafael, Evans (65' Smalling), Vidić, Evra, Nani, Fletcher, Carrick (45' Scholes), Giggs, Berbatow (65' Hernández), Rooney     |
| 12 lutego 2011, 13:45 Old Trafford 75 322 widzów                  | Manchester United                                                                               | 2 - 1                                                                         | Manchester City                                                             | Van der Sar, O’Shea, Smalling, Vidić, Evra, Fletcher, Scholes (79' Carrick), Anderson (66' Berbatow), Nani, Rooney, Giggs                  |
| 12 lutego 2011, 13:45 Old Trafford 75 322 widzów                  | 41' Nani 78' Wayne Rooney                                                                       |                                                                               | David Silva 67'                                                             | Van der Sar, O’Shea, Smalling, Vidić, Evra, Fletcher, Scholes (79' Carrick), Anderson (66' Berbatow), Nani, Rooney, Giggs                  |
| 26 lutego 2011, 16:00 DW Stadium 18 140 widzów                    | Wigan Athletic                                                                                  | 0 - 4                                                                         | Manchester United                                                           | Van der Sar, O’Shea, Smalling, Vidić, Evra, Fletcher, Carrick, Scholes (77' Gibson, Nani (85' Fábio), Hernández (77' Berbatow), Rooney     |
| 26 lutego 2011, 16:00 DW Stadium 18 140 widzów                    |                                                                                                 | Javier Hernández 17' Javier Hernández 74' Wayne Rooney 84' Fábio da Silva 87' |                                                                             | Van der Sar, O’Shea, Smalling, Vidić, Evra, Fletcher, Carrick, Scholes (77' Gibson, Nani (85' Fábio), Hernández (77' Berbatow), Rooney     |
| 1 marca 2011, 20:45 Stamford Bridge 41 825 widzów                 | Chelsea                                                                                         | 2 - 1                                                                         | Manchester United                                                           | Van der Sar, O’Shea, Smalling, Vidić, Evra (81' Fábio), Fletcher, Carrick, Scholes (70' Giggs), Nani, Hernández (70' Berbatow), Rooney     |
| 1 marca 2011, 20:45 Stamford Bridge 41 825 widzów                 | 54' David Luiz 79'(k.) Frank Lampard                                                            |                                                                               | Wayne Rooney 29'                                                            | Van der Sar, O’Shea, Smalling, Vidić, Evra (81' Fábio), Fletcher, Carrick, Scholes (70' Giggs), Nani, Hernández (70' Berbatow), Rooney     |
| 6 marca 2011, 14:30 Anfield 44 753 widzów                         | Liverpool                                                                                       | 3 - 1                                                                         | Manchester United                                                           | Van der Sar, Rafael (76' O’Shea), Smalling, Brown, Evra, Nani (45+6' Hernández), Carrick, Scholes (83' Fletcher), Giggs, Berbatow, Rooney  |
| 6 marca 2011, 14:30 Anfield 44 753 widzów                         | 34' Dirk Kuijt 39' Dirk Kuijt 65' Dirk Kuijt                                                    |                                                                               | Javier Hernández 90+2'                                                      | Van der Sar, Rafael (76' O’Shea), Smalling, Brown, Evra, Nani (45+6' Hernández), Carrick, Scholes (83' Fletcher), Giggs, Berbatow, Rooney  |
| 19 marca 2011, 16:00 Old Trafford 75 486 widzów                   | Manchester United                                                                               | 1 - 0                                                                         | Bolton Wanderers                                                            | Van der Sar, Brown (46' Fábio), Smalling, Evans, Evra, Valencia, Carrick, Giggs, Nani, Rooney, Hernández (46' Berbatow)                    |
| 19 marca 2011, 16:00 Old Trafford 75 486 widzów                   | 88' Dimityr Berbatow                                                                            |                                                                               |                                                                             | Van der Sar, Brown (46' Fábio), Smalling, Evans, Evra, Valencia, Carrick, Giggs, Nani, Rooney, Hernández (46' Berbatow)                    |
| 2 kwietnia 2011, 13:45 Boleyn Ground 34 546 widzów                | West Ham United                                                                                 | 2 - 4                                                                         | Manchester United                                                           | Kuszczak, Fábio, Smalling, Vidić, Evra (46' Hernández), Valencia, Gibson, Carrick, Park (63' Berbatow), Giggs, Rooney (87' Nani)           |
| 2 kwietnia 2011, 13:45 Boleyn Ground 34 546 widzów                | 11'(k.) Mark Noble 25'(k.) Mark Noble                                                           |                                                                               | Wayne Rooney 65' Wayne Rooney 73' Wayne Rooney (k.)79' Javier Hernández 84' | Kuszczak, Fábio, Smalling, Vidić, Evra (46' Hernández), Valencia, Gibson, Carrick, Park (63' Berbatow), Giggs, Rooney (87' Nani)           |
| 9 kwietnia 2011, 16:00 Old Trafford 75 339 widzów                 | Manchester United                                                                               | 2 - 0                                                                         | Fulham                                                                      | Kuszczak, O’Shea, Smalling, Vidić, Evra, Gibson, Scholes, Anderson (76' Fábio), Valencia (72' Owen), Berbatow, Nani (86' Carrick)          |
| 9 kwietnia 2011, 16:00 Old Trafford 75 339 widzów                 | 12' Dimityr Berbatow 32' Antonio Valencia                                                       |                                                                               |                                                                             | Kuszczak, O’Shea, Smalling, Vidić, Evra, Gibson, Scholes, Anderson (76' Fábio), Valencia (72' Owen), Berbatow, Nani (86' Carrick)          |
| 19 kwietnia 2011, 20:45 St James’ Park 49 025 widzów              | Newcastle United                                                                                | 0 - 0                                                                         | Manchester United                                                           | Van der Sar, O’Shea, Smalling, Vidić, Evra, Nani (80' Owen), Carrick, Anderson (70' Valencia), Giggs, Hernández, Rooney                    |
| 19 kwietnia 2011, 20:45 St James’ Park 49 025 widzów              |                                                                                                 |                                                                               |                                                                             | Van der Sar, O’Shea, Smalling, Vidić, Evra, Nani (80' Owen), Carrick, Anderson (70' Valencia), Giggs, Hernández, Rooney                    |
| 23 kwietnia 2011, 13:45 Old Trafford 75 300 widzów                | Manchester United                                                                               | 1 - 0                                                                         | Everton                                                                     | Van der Sar, O’Shea (57' Evra), Ferdinand, Evans, Fábio, Valencia, Gibson (74' Giggs), Anderson, Nani (63' Owen), Rooney, Hernández        |
| 23 kwietnia 2011, 13:45 Old Trafford 75 300 widzów                | 84' Javier Hernández                                                                            |                                                                               |                                                                             | Van der Sar, O’Shea (57' Evra), Ferdinand, Evans, Fábio, Valencia, Gibson (74' Giggs), Anderson, Nani (63' Owen), Rooney, Hernández        |
| 1 maja 2011, 15:05 Emirates Stadium 60 107 widzów                 | Arsenal                                                                                         | 1 - 0                                                                         | Manchester United                                                           | Van der Sar, Fábio, Ferdinand, Vidić, Evra, Park, Carrick (84' Owen), Anderson (55' Valencia), Nani, Hernández                             |
| 1 maja 2011, 15:05 Emirates Stadium 60 107 widzów                 | 56' Aaron Ramsey                                                                                |                                                                               |                                                                             | Van der Sar, Fábio, Ferdinand, Vidić, Evra, Park, Carrick (84' Owen), Anderson (55' Valencia), Nani, Hernández                             |
| 8 maja 2011, 17:10 Old Trafford 75 445 widzów                     | Manchester United                                                                               | 2 - 1                                                                         | Chelsea                                                                     | Van der Sar, Fábio (88' Smalling), Ferdinand, Vidić, O’Shea (46' Evans), Valencia, Carrick, Giggs, Park, Rooney, Hernández                 |
| 8 maja 2011, 17:10 Old Trafford 75 445 widzów                     | 1' Javier Hernández 23' Nemanja Vidić                                                           |                                                                               | Frank Lampard 68'                                                           | Van der Sar, Fábio (88' Smalling), Ferdinand, Vidić, O’Shea (46' Evans), Valencia, Carrick, Giggs, Park, Rooney, Hernández                 |
| 14 maja 2011, 13:45 Ewood Park 29 867 widzów                      | Blackburn Rovers                                                                                | 1 - 1                                                                         | Manchester United                                                           | Kuszczak, Fábio (62' Scholes), Ferdinand, Vidić, Evans, Valencia, Giggs, Carrick, Nani (80' Berbatow), Rooney, Hernández                   |
| 14 maja 2011, 13:45 Ewood Park 29 867 widzów                      | 20' Brett Emerton                                                                               |                                                                               | Wayne Rooney (k.)73'                                                        | Kuszczak, Fábio (62' Scholes), Ferdinand, Vidić, Evans, Valencia, Giggs, Carrick, Nani (80' Berbatow), Rooney, Hernández                   |
| 22 maja 2011, 17:00 Old Trafford 75 400 widzów                    | Manchester United                                                                               | 4 - 2                                                                         | Blackpool                                                                   | Van der Sar, Rafael (46' Smalling), Vidić (84' Rooney), Evans, Evra, Nani, Anderson, Scholes, Fletcher, Park (63' Owen), Berbatow          |
| 22 maja 2011, 17:00 Old Trafford 75 400 widzów                    | 21' Park Ji-sung 62' Anderson 84'(sam.) Ian Evatt 81' Owen                                      |                                                                               | Charlie Adam 40' Gary Taylor-Fletcher 81'                                   | Van der Sar, Rafael (46' Smalling), Vidić (84' Rooney), Evans, Evra, Nani, Anderson, Scholes, Fletcher, Park (63' Owen), Berbatow          |

| Poz | Klub              | M  | W  | R  | P | G+ | G- | +/- | Pkt |
| --- | ----------------- | -- | -- | -- | - | -- | -- | --- | --- |
| 1   | Manchester United | 38 | 23 | 11 | 4 | 78 | 37 | +41 | 80  |
| 2   | Chelsea           | 38 | 21 | 8  | 9 | 69 | 33 | +36 | 71  |
| 3   | Manchester City   | 38 | 21 | 8  | 9 | 60 | 33 | +27 | 71  |

### Puchar Anglii
| Data       | Runda       | Przeciwnik      | Obiekt            | Wynik | Frekwencja | Strzelcy                |
| ---------- | ----------- | --------------- | ----------------- | ----- | ---------- | ----------------------- |
| 09/01/2011 | 3. runda    | Liverpool       | Old Trafford      | 1 − 0 | 74 727     | Giggs 2'(k.)            |
| 29/01/2011 | 4. runda    | Southampton     | St Mary’s Stadium | 2 − 1 | 28 792     | Owen 65', Hernández 75' |
| 19/02/2011 | 5. runda    | Crawley Town    | Old Trafford      | 1 − 0 | 74 778     | Brown 28'               |
| 12/03/2011 | Ćwierćfinał | Arsenal         | Old Trafford      | 2 − 0 | 74 693     | Fábio 28', Rooney 49'   |
| 16/04/2011 | Półfinał    | Manchester City | Stadion Wembley   | 0 − 1 | 86 549     |                         |

### Puchar Ligi
| Data       | Runda       | Przeciwnik        | Obiekt        | Wynik | Frekwencja | Strzelcy                                              |
| ---------- | ----------- | ----------------- | ------------- | ----- | ---------- | ----------------------------------------------------- |
| 22/09/2010 | 3. runda    | Scunthorpe United | Glanford Park | 5 – 2 | 9 077      | Gibson 23', Smalling 36', Owen (2) 49', 71', Park 54' |
| 26/10/2010 | 4. runda    | Wolverhampton     | Old Trafford  | 3 – 2 | 46 083     | Bébé 56', Park 70', Hernández 90'                     |
| 30/11/2010 | Ćwierćfinał | West Ham United   | Upton Park    | 0 – 4 | 33 551     |                                                       |

### Liga Mistrzów
| Data       | Runda        | Przeciwnik  | Obiekt                | Wynik | Frekwencja | Strzelcy                            |
| ---------- | ------------ | ----------- | --------------------- | ----- | ---------- | ----------------------------------- |
| 14/09/2010 | Faza grupowa | Rangers     | Old Trafford          | 0 – 0 | 74 408     |                                     |
| 29/09/2010 | Faza grupowa | Valencia CF | Estadio Mestalla      | 1 – 0 | 34 946     | Hernández 85'                       |
| 20/10/2010 | Faza grupowa | Bursaspor   | Old Trafford          | 1 – 0 | 72 610     | Nani 7'                             |
| 02/11/2010 | Faza grupowa | Bursaspor   | Bursa Atatürk Stadium | 3 – 0 | 19 050     | Fletcher 48', Obertan 73', Bébé 77' |
| 24/11/2010 | Faza grupowa | Rangers     | Ibrox Park            | 1 – 0 | 49 764     | Rooney 87'(k.)                      |
| 07/12/2010 | Faza grupowa | Valencia CF | Old Trafford          | 1 – 1 | 74 513     | Anderson 62'                        |

| Drużyna           | M | W | R | P | G+ | G- | +/- | Pkt |
| ----------------- | - | - | - | - | -- | -- | --- | --- |
| Manchester United | 6 | 4 | 2 | 0 | 7  | 1  | +6  | 14  |
| Valencia CF       | 6 | 3 | 2 | 1 | 15 | 4  | +11 | 11  |
| Rangers           | 6 | 1 | 3 | 2 | 3  | 6  | –3  | 6   |
| Bursaspor         | 6 | 0 | 1 | 5 | 2  | 16 | −14 | 1   |

| Data       | Runda                     | Przeciwnik         | Obiekt          | Wynik | Frekwencja | Strzelcy                                        |
| ---------- | ------------------------- | ------------------ | --------------- | ----- | ---------- | ----------------------------------------------- |
| 23/02/2011 | 1/8 finału pierwszy mecz  | Olympique Marsylia | Stade Vélodrome | 0 – 0 | 57 957     |                                                 |
| 15/03/2011 | 1/8 finału drugi mecz     | Olympique Marsylia | Old Trafford    | 2 – 1 | 73 996     | Hernández (2) 5', 75'                           |
| 06/04/2011 | ćwierćfinał pierwszy mecz | Chelsea            | Stamford Bridge | 1 – 0 | 37 915     | Rooney 24'                                      |
| 12/04/2011 | ćwierćfinał drugi mecz    | Chelsea            | Old Trafford    | 2 – 1 | 74 672     | Hernández 43', Park 77'                         |
| 26/04/2011 | półfinał pierwszy mecz    | FC Schalke 04      | Veltins-Arena   | 2 - 0 | 54 142     | Giggs 67', Rooney 69'                           |
| 04/05/2011 | półfinał drugi mecz       | FC Schalke 04      | Old Trafford    | 4 - 1 | 74 637     | Valencia 26', Gibson 31', Anderson (2) 72', 76' |
| 28/05/2011 | finał                     | FC Barcelona       | Wembley         | 1 - 3 | 87 695     | Rooney 34'                                      |

## Transfery
Przyszli
| Data       | Piłkarz           | Pozycja   | Klub        |
| ---------- | ----------------- | --------- | ----------- |
| 01/07/2010 | Chris Smalling    | Obrońca   | Fulham      |
| 01/07/2010 | Javier Hernández  | Napastnik | Guadalajara |
| 16/08/2010 | Bébé              | Napastnik | Vitória SC  |
| 01/01/2011 | Anders Lindegaard | Bramkarz  | Aalesunds   |

Odeszli
| Data       | Piłkarz             | Pozycja  | Klub                |
| ---------- | ------------------- | -------- | ------------------- |
| 01/07/2010 | Tom Heaton          | Bramkarz | Cardiff City        |
| 01/07/2010 | Zoran Tošić         | Pomocnik | CSKA Moskwa         |
| 01/07/2010 | Ron-Robert Zieler   | Bramkarz | Hannover 96         |
| 16/07/2010 | David Gray          | Obrońca  | Preston North End   |
| 11/08/2010 | Craig Cathcart      | Obrońca  | Blackpool           |
| 20/08/2010 | Rodrigo Possebon    | Pomocnik | Santos FC           |
| 07/01/2011 | James Chester       | Obrońca  | Hull City           |
| 12/01/2011 | Magnus Wolff Eikrem | Pomocnik | Molde               |
| 31/01/2011 | Cameron Stewart     | Pomocnik | Hull City           |
| 02/02/2011 | Gary Neville        | Obrońca  | zakończenie kariery |
| 08/05/2011 | Corry Evans         | Pomocnik | Hull City           |
| 11/05/2011 | Joe Dudgeon         | Obrońca  | Hull City           |